# Lymantria fumida
Lymantria fumida is een vlinder uit de familie van de spinneruilen (Erebidae), onderfamilie donsvlinders (Lymantriinae). De wetenschappelijke naam van de soort is voor het eerst geldig gepubliceerd in 1877 door Butler.
Het mannetje heeft een voorvleugellengte van 19 tot 22 millimeter, het vrouwtje is groter met een voorvleugellengte van 27 tot 33 millimeter. De rups heeft een lengte van 28 tot 40 millimeter. 
De waardplanten voor deze vlinder zijn onder andere zilversparren, de Japanse lariks, de Chinese jeneverbes en Keteleeria fortunei. De eitjes worden afgezet in spleten onder stukjes bast van de stammen. De rupsen eten in de kroon van de bomen en keren ook niet terug naar de stam tijdens de rust.
De soort komt voor in Japan, Korea en Yunnan (China). 